# Trung Quốc và Tổ chức Thương mại Thế giới
Trung Quốc trở thành thành viên của Tổ chức Thương mại Thế giới (WTO) vào ngày 11 tháng 12 năm 2001. Việc Trung Quốc gia nhập WTO đã được tiến hành bởi một quá trình đàm phán kéo dài và đòi hỏi những thay đổi quan trọng đối với nền kinh tế Trung Quốc. Nó thể hiện sự hội nhập sâu hơn của Trung Quốc vào nền kinh tế thế giới.

## Lịch sử
Cho đến những năm 1970, nền kinh tế Trung Quốc là nền Kinh tế kế hoạch được chính phủ cộng sản quản lý và bị đóng cửa từ các nền kinh tế khác. Cùng với cải cách chính trị, Trung Quốc vào đầu những năm 1980 đã bắt đầu mở cửa nền kinh tế và ký kết một số thỏa thuận thương mại khu vực. Trung Quốc đã đạt được vị thế quan sát viên với GATT và từ năm 1986, bắt đầu hướng tới việc gia nhập tổ chức đó. Trung Quốc muốn được coi là một thành viên sáng lập của WTO, nhưng nỗ lực này đã bị ngăn trở bởi vì [Hoa Kỳ], các nước châu Âu và Nhật yêu cầu Trung Quốc đầu tiên cải cách các chính sách thuế quan khác nhau, bao gồm giảm thuế, thị trường mở và các chính sách công nghiệp.